# Amstel Gold Race 2017
52. edycja wyścigu kolarskiego Amstel Gold Race odbyła się 16 kwietnia 2017 na trasie o długości 261 km. Start wyścigu miał miejsce w Maastricht, a meta w Valkenburgu. Wyścig zaliczany był do światowego cyklu UCI World Tour 2017.

## Uczestnicy
Na starcie tego klasycznego wyścigu stanęło 24 zawodowych ekip, 18 drużyn UCI World Tour i 6 profesjonalnych zespołów zaproszonych przez organizatorów z tzw. "dziką kartą".
| Numery  | Kod | Drużyna            |
| ------- | --- | ------------------ |
| 1-8     | TBM | Bahrain-Merida     |
| 11-18   | SKY | Team Sky           |
| 21-28   | QST | Quick-Step Floors  |
| 31-38   | MOV | Movistar Team      |
| 41-48   | ORS | Orica-Scott        |
| 51-58   | SUN | Team Sunweb        |
| 61-68   | LTS | Lotto Soudal       |
| 71-78   | BMC | BMC Racing Team    |
| 81-88   | TLJ | Team LottoNL-Jumbo |
| 91-98   | BOH | Bora-Hansgrohe     |
| 101-108 | TFS | Trek-Segafredo     |
| 111-118 | AST | Astana Pro Team    |

| Numery  | Kod | Drużyna                     |
| ------- | --- | --------------------------- |
| 121-128 | KAT | Team Katusha-Alpecin        |
| 131-138 | ALM | Ag2r-La Mondiale            |
| 141-148 | FDJ | FDJ                         |
| 151-158 | UAD | UAE Team Emirates           |
| 161-168 | CDT | Cannondale-Drapac           |
| 171-178 | DDD | Dimension Data              |
| 181-188 | SVB | Sport Vlaanderen–Baloise    |
| 191-198 | RNL | Roompot-Nederlandse Loterij |
| 201-208 | WGG | Wanty-Groupe Gobert         |
| 211-218 | BRD | Bardiani CSF                |
| 221-228 | CCC | CCC Sprandi Polkowice       |
| 231-238 | DEN | Direct Énergie              |

## Klasyfikacja generalna
| M-ce | Imię i nazwisko    | Kraj       | Drużyna               | Czas       |
| ---- | ------------------ | ---------- | --------------------- | ---------- |
| 1.   | Philippe Gilbert   | Belgia     | Quick-Step Floors     | 6h 31' 40" |
| 2.   | Michał Kwiatkowski | Polska     | Team Sky              | + 0"       |
| 3.   | Michael Albasini   | Szwajcaria | Orica-Scott           | + 10"      |
| 4.   | Nathan Haas        | Australia  | Dimension Data        | + 10"      |
| 5.   | José Joaquín Rojas | Hiszpania  | Movistar Team         | + 10"      |
| 6.   | Sergio Henao       | Kolumbia   | Team Sky              | + 10"      |
| 7.   | Jon Izagirre       | Hiszpania  | Bahrain-Merida        | + 14"      |
| 8.   | Michael Gogl       | Australia  | Trek-Segafredo        | + 1' 10"   |
| 9.   | Sonny Colbrelli    | Włochy     | Bahrain-Merida        | + 1' 11"   |
| 10.  | Michael Matthews   | Australia  | Team Sunweb           | + 1' 11"   |
|      |                    |            |                       |            |
| 24.  | Tomasz Marczyński  | Polska     | Lotto Soudal          | + 1' 11"   |
| 68.  | Michał Gołaś       | Polska     | Team Sky              | + 7' 30"   |
| 90.  | Jakub Kaczmarek    | Polska     | CCC Sprandi Polkowice | + 10' 26"  |
| 102. | Adrian Kurek       | Polska     | CCC Sprandi Polkowice | + 12' 11"  |
| 104. | Michał Paluta      | Polska     | CCC Sprandi Polkowice | + 12' 11"  |
| -    | Maciej Paterski    | Polska     | CCC Sprandi Polkowice | DNF        |
| -    | Łukasz Wiśniowski  | Polska     | Team Sky              | DNF        |